# Клиф Робъртсън
Клифърд Паркър „Клиф“ Робъртсън III (на английски: Clifford Parker "Cliff" Robertson III) (9 септември г. 1923 г. – 10 септември 2011 г.) е американски филмов и телевизионен актьор, носител на Оскар за най-добра мъжка роля за ролята си във филма „Чарли“ от 1968 г. и с кариера над петдесет години. Последната му значима роля е чичо Бен във филма „Спайдър-Мен“ от 2002 г. и неговите продължения. 

## Избрана филмография
| Година | Филм                 | Оригинално заглавие      | Роля     | Режисьор    |
| ------ | -------------------- | ------------------------ | -------- | ----------- |
| 1975   | Трите дни на кондора | Three Days of the Condor | Хигинс   | Сидни Полак |
| 2002   | Спайдър-Мен          | Spider-Man               | Чичо Бен | Сам Рейми   |
| 2004   | Спайдър-Мен 2        | Spider-Man 2             | Чичо Бен | Сам Рейми   |
| 2007   | Спайдър-Мен 3        | Spider-Man 3             | Чичо Бен | Сам Рейми   |